# Bistum Città della Pieve

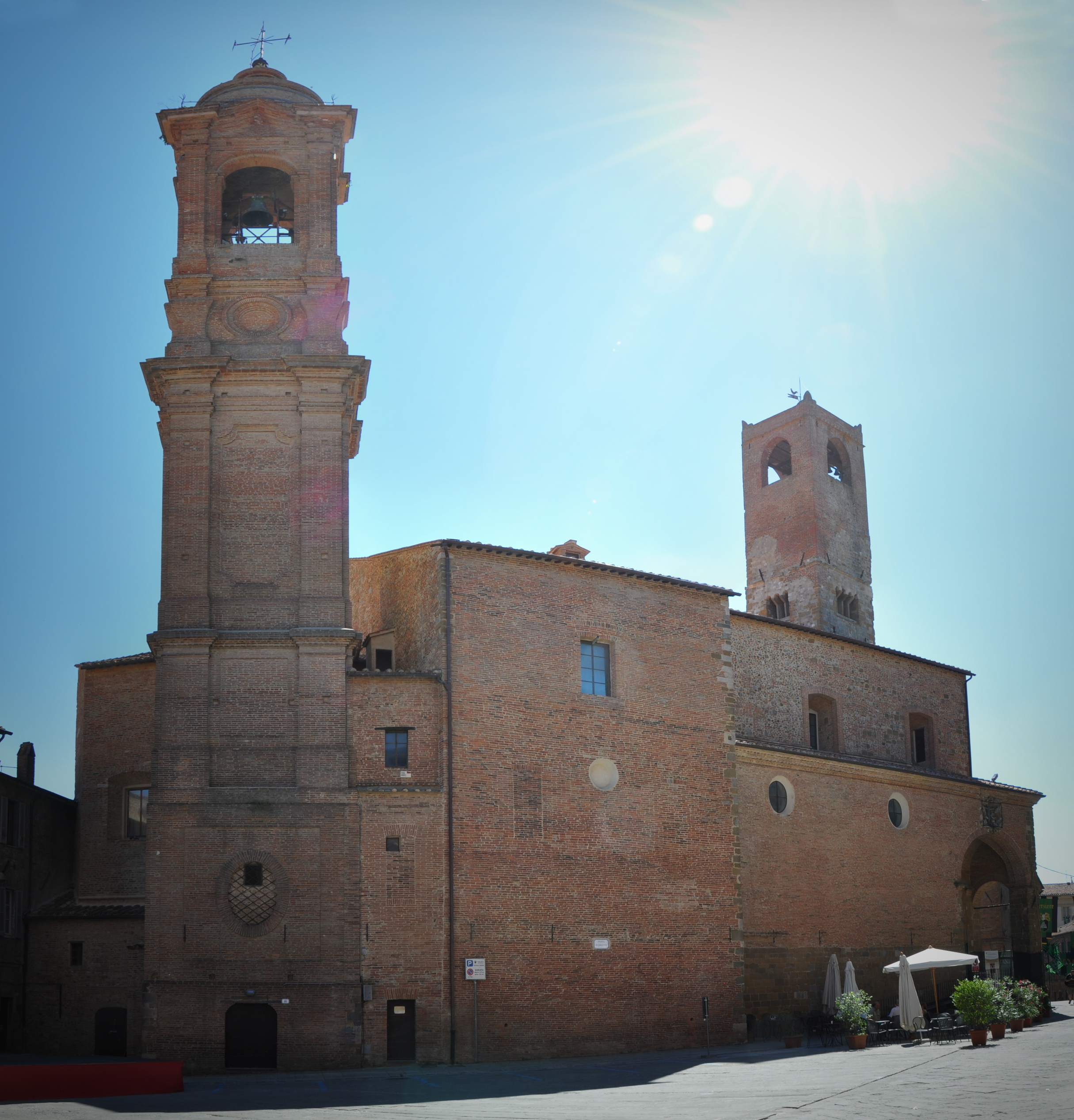
Ehemalige Kathedrale in Città della Pieve

Das Bistum Città della Pieve (lateinisch Dioecesis Civitatis Plebis) war eine in Italien gelegene römisch-katholische Diözese mit Sitz in Città della Pieve in Umbrien.

## Geschichte
Das Bistum Città della Pieve wurde am 25. September 1600 von Papst Clemens VIII. mit dem Apostolischen Schreiben In Supereminenti errichtet.
Am 30. September 1986 wurde das Bistum Città della Pieve durch die Kongregation für die Bischöfe mit dem Dekret Instantibus votis mit dem Erzbistum Perugia zum Erzbistum Perugia-Città della Pieve zusammengeschlossen.
Das Bistum Città della Pieve war nach seiner Gründung dem Heiligen Stuhl direkt als Suffraganbistum unterstellt. Am 17. August 1972 wurde es ein Suffraganbistum des Erzbistums Perugia. Es umfasste zuletzt 19 Pfarreien. auf einer Fläche von etwa 450 km².